# Краппе, Гюнтер
Гюнтер Краппе (нем. Günther Krappe; 13 апреля 1893, Шильде, округ Драмбург — 31 декабря 1981, Альтена) — немецкий офицер, участник Первой и Второй мировых войн, генерал-лейтенант вермахта (1943). Во время Второй мировой войны командовал рядом крупных воинских формирований.

## Биография
Родился 13 апреля 1893 г. в местечке Шильде, округа Драмбург, прусской провинции Померания (ныне соответственно польская деревня Жулте, гмины Дравско-Поморске, в составе Западно-Поморского воеводства).
25 сентября 1912 г. поступил фанен-юнкером в 34-й фузилерский полк. Участвовал в Первой мировой войне; командир взвода.
После демобилизации армии оставлен в Рейхсвере, С 1 октября 1919 по 1 октября 1930 г. служил в 4-м пехотном полку Рейхсвера: адъютант 2-го батальона (1922 — 1 июня 1926) и командир роты (1 июня 1926 — 1 октября 1930).
С 1 октября 1930 по 1 октября 1935 г. — начальник отдела 1с (разведывательного) штаба 2-й пехотной дивизии. Затем командовал 2-м батальоном 59-го пехотного полка (1 октября 1935-1 октября 1937), 3-м батальоном 73-го пехотного полка (1 октября 1937-1 июля 1939), и 1-м вспомогательным полком в Данциге (1 июля — 1 октября 1939).
С 1 октября 1939 по 30 апреля 1941 г. военный атташе при германском посольстве в Будапеште, а с 1 октября 1941 по 1 декабря 1942 г. — в Мадриде.
В резерве Верховного командования сухопутных войск (ОКХ) (1 декабря 1942 — 18 января 1943).
С 18 января по 12 февраля 1943 г. проходил подготовку на курсах командиров дивизий в школе танковых войск в Вюнсдорфе. С 12 февраля по 1 мая 1943 г. исполнял обязанности командира 61-й пехотной дивизии, с 1 мая 1943 по 11 декабря 1944 г. — командир дивизии.
С 15 декабря 1944 по 10 февраля 1945 г. снова в резерве ОКХ. С 10 февраля по 6 марта 1945 г. исполнял обязанности командира 10-го корпуса СС.
6 марта 1945 г. взят в плен советскими войсками южнее Шифельбайна (ныне польский Свидвин). Содержался в лагере для военнопленных МВД СССР № 27 (Красногорск, Московская область), на спецобъекте № 5, и в спецгоспитале № 3840 МВД СССР. 1 марта 1949 г. был освобожден из Франкфуртского лагеря для репатриированных № 69 и репатриирован в ФРГ. Скончался 31 декабря 1981 г. в городе Альтена, земля Северный Рейн-Вестфалия.

## Производство в чины
- Лейтенант (22 марта 1914)
- Старший лейтенант (20 мая 1917)
- Капитан (1 февраля 1925)
- Майор (1 апреля 1934)
- Подполковник (1 августа 1936)
- Полковник (1 апреля 1939)
- Генерал-майор (1 ноября 1942)
- Генерал-лейтенант (1 октября 1943)

## Награды
- Железный крест (1914) года 1-го и 2-го класса (Королевство Пруссия)
- Крест «За военные заслуги» 2-го класса (Герцогство Брауншвейг)
- Почётный крест Первой мировой войны 1914/1918 с мечами (1934)
- Медаль «За выслугу лет в вермахте» с 4-го по 1-й класс
- Пряжка к Железному кресту 2-го и 1-го класса
- Рыцарский крест Железного креста (11 апреля 1944)